# Culto a la personalidad de Xi Jinping

Diáspora china en Suiza rinde homenaje a un adorno con la foto de Xi Jinping durante el festival Fasnacht de 2017.

El culto a la personalidad de Xi Jinping se ha estado desarrollando como política oficial del gobierno chino en toda la República Popular China desde que Xi se convirtió en secretario general del gobernante Partido Comunista y líder supremo en 2012.

## Fondo

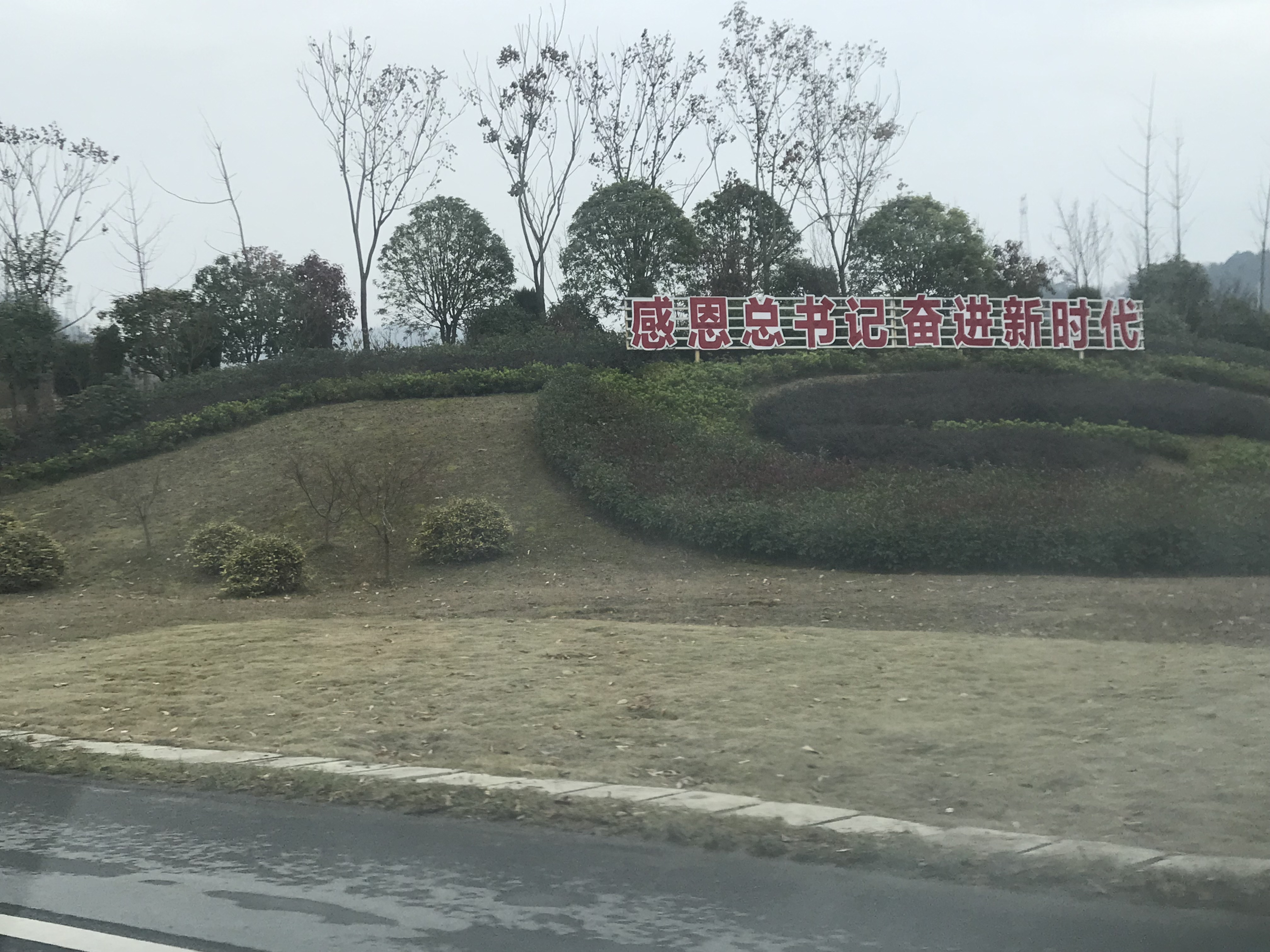
Lema del condado de Chun'an en Zhejiang que traducido del chino mandarín dice: Agradecido con el Secretario General, esforzándonos por una nueva era en referencia a Xi Jinping.

Después de que Deng Xiaoping iniciara las reformas económicas chinas e introdujera el concepto de liderazgo colectivo a fines de la década de 1970, ya no existía un culto a la personalidad en torno a los líderes chinos. Cuando Xi llegó al poder en 2012, comenzó a centralizar el poder y allanó el camino para un culto a la personalidad.
El Partido Comunista de China ha negado que existiera algún culto a la personalidad. Xie Chuntao, director del departamento académico de la Escuela Central del Partido, financiada por el gobierno, afirmó que el «respeto y amor» que los chinos comunes sentían por Xi era «natural» y «sincero» y no guardaba similitudes con un culto a la personalidad.

## Características

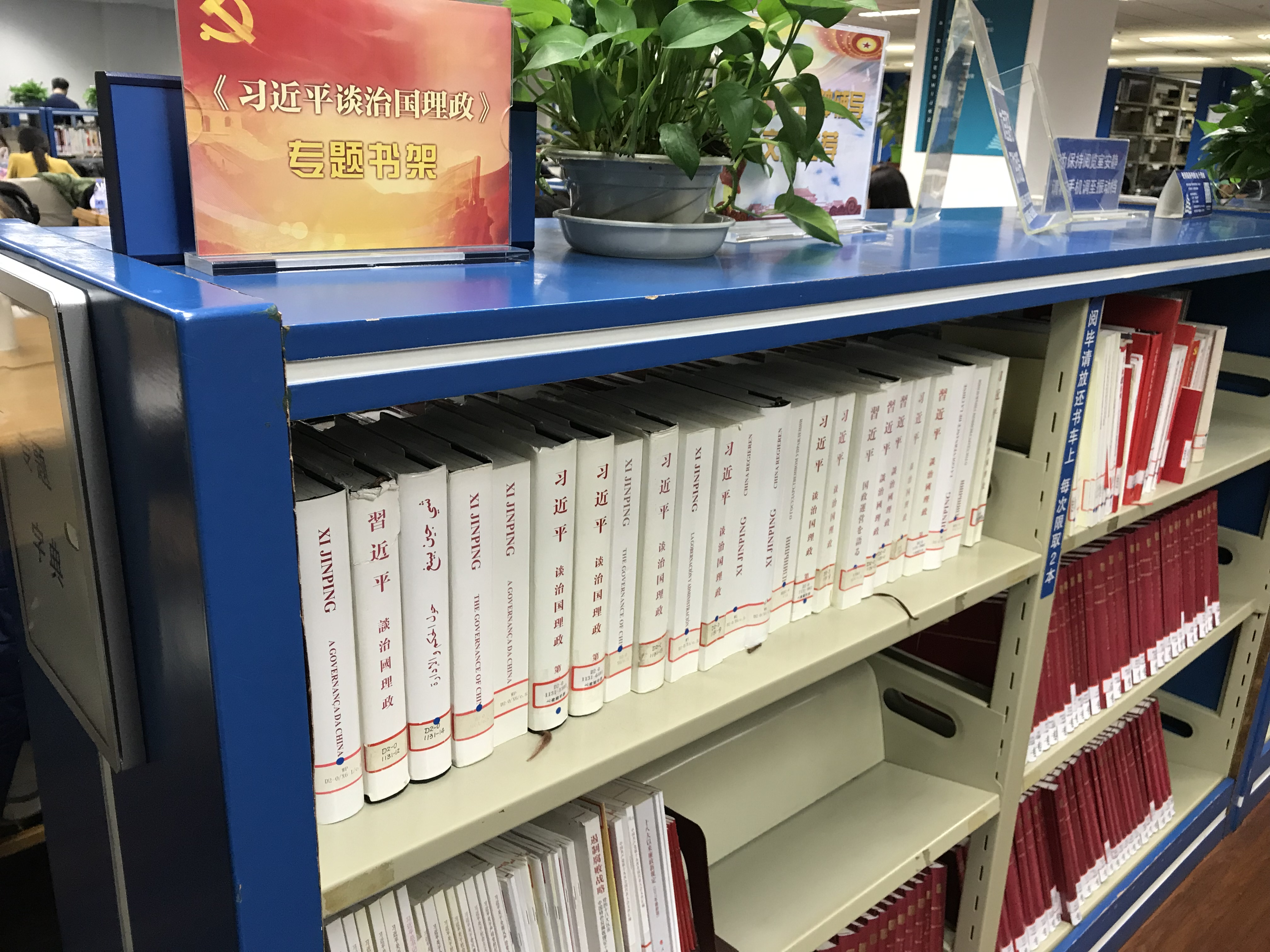
Librería en Shanghái con volúmenes impresos del pensamiento de Xi Jinping.

Desde que Xi asumió el poder en 2012, libros, caricaturas, canciones pop y rutinas de baile han honrado su gobierno. En 2017, el gobierno local de la provincia de Jiangxi les dijo a los cristianos chinos que reemplazaran sus imágenes de Jesús con la de Xi Jinping.
Escribiendo en el Sydney Morning Herald, Philip Wen señala que “quizás la característica más sorprendente compartida con Mao ha sido un creciente culto a la personalidad en torno a Xi avivado por el departamento central de propaganda, que ha producido algunos resultados discordantes: las portadas de los periódicos dominadas por cada uno de Xi, movimientos, videos musicales empalagosos que profesan amor y lealtad al líder”. En mayo de 2016, justo antes de la celebración del 50 aniversario de la «Gran Revolución Cultural Proletaria» de Mao, un “espectáculo de avivamiento con el tema de Mao” en el Gran Salón del Pueblo La presentación de “canciones rojas” revolucionarias fue diseñada para generar nostalgia por la era de Mao, con “imágenes gigantes de Mao y Xi proyectadas en el escenario”.
Xi afirmó que llevó sacos de 110 kilogramos de trigo a lo largo de 3 millas de camino de montaña sin cambiar de arcén, una hazaña considerada extraordinaria y transmitida por la Televisión Central de China durante lo que se describió como una campaña de creación de imágenes.
Cuando fue reelegido en 2017, Xi dominaba la portada del gubernamental Diario del Pueblo en comparación con ediciones anteriores, que enfatizaban un modelo de “liderazgo colectivo”.
La ideología política que lleva su nombre, el pensamiento de Xi Jinping, fue consagrada en la constitución del Partido Comunista en el XIX Congreso Nacional en octubre de 2017 y en la constitución estatal en 2018. CCTV también mostró a miembros de la Asamblea Popular Nacional "llorando de felicidad" por la reelección de Xi Jinping como presidente en 2018.
Desde octubre de 2017, muchas universidades de China han colocado el pensamiento de Xi Jinping en el centro de sus planes de estudio, la primera vez desde Mao Zedong que a un líder chino se le ha otorgado un estatus académico similar. La Universidad de Fudan revisó su estatuto para eliminar la "independencia académica y la libertad de pensamiento" e incluir un "compromiso de seguir el liderazgo del partido comunista", lo que provocó protestas entre los estudiantes. También dijo que la Universidad de Fudan tenía que “equipar a sus profesores y empleados” con el pensamiento de Xi Jinping, lo que generó preocupaciones sobre la disminución de la libertad académica de Fudan..
Ex reclusos en los campos de internamiento de Sinkiang afirmaron que se vieron obligados a dar las gracias al líder cantando "Larga vida a Xi Jinping".
En octubre de 2018, Hunan TV comenzó a transmitir un programa de juegos sobre Xi Jinping y su ideología. En enero de 2019, Alibaba lanzó una aplicación móvil para estudiar el pensamiento de Xi Jinping llamada Xuexi Qiangguo. A partir de octubre de 2019, tiene más de 100 millones de usuarios activos y ahora se afirma que es el elemento más descargado en la App Store nacional de Apple, superando a las aplicaciones de redes sociales como WeChat y TikTok (también conocido como Douyin en mandarín.)
El nombre de la aplicación es un juego de palabras con el nombre del secretario general del Partido Comunista de China, Xi Jinping. Xuéxí puede significar "aprender" o "aprender de Xi".
Aplicaciones como Toutiao, Tencent y Sina se han visto obligadas a utilizar lo que se ha descrito como "un superalgoritmo", donde la historia en la parte superior "tiene que ser sobre Xi".

### Retratos de Mao Zedong y Xi Jinping
Hay recuerdos que contienen imágenes de Xi Jinping en todas las tiendas de la República Popular China.
El 15 de junio de 2020, cumpleaños de Xi, Study Times, el medio de comunicación dirigido por la Escuela Central del Partido del Partido Comunista de China, etiquetó el pensamiento de Xi Jinping como "marxismo del siglo XXI". Afirmó que el pensamiento de Xi Jinping era el único método científico para explicar el milagro chino en el siglo XXI. También afirmó proporcionar la "solución a los problemas modernos de la humanidad" y afirmó que el socialismo era mejor que el capitalismo.
En octubre de 2017, el Politburó del partido nombró a Xi Jinping lingxiu (领袖), un término reverente para "líder" y un título que antes solo se otorgaba a Chiang Kai-shek (Antigua República de China), Mao Zedong y su sucesor inmediato Hua Guofeng. A veces también se le llama el "Gran Timonel" (大舵手) y, en julio de 2018, Li Zhanshu, presidente del Comité Permanente de la Asamblea Popular Nacional, se refirió a Xi como el "núcleo eterno" del partido. El 25 de diciembre de 2019, el politburó nombró oficialmente a Xi como "Líder del Pueblo" (人民领袖; rénmín lǐngxiù), un título que solo Mao ostentaba anteriormente.